# Кинокомедия
Кинокоме́дия (комеди́йный фи́льм, устар. коми́ческие) — жанр кинопроизведений, в основе которых эстетические категории сатиры, юмора, буффонады. Первоначально фильмы заимствовали формы цирка и варьете, также водевиля и театральной комедии. Могут различаться по характеру авторского отношения к изображаемым явлениям и степени условности, являться отражением состояния общества и его проблем. Комедийный фильм нацелен рассмешить, вызвать улыбку, улучшить настроение, спародировать и высмеять какие-либо недостатки.

## История
Комедийное кино появилось одновременно с самим кинематографом. Первый в истории публичный киносеанс, устроенный в парижском кафе 28 декабря 1895 года братьями Люмьер, содержал комедийную сценку «Политый поливальщик», — его и принято считать первой кинокомедией.
Комедиями были многие немые фильмы, поскольку опирались на визуальные смешные ситуации, не требующие звука. Первым известным комиком стал Андре Дид, снимавший коротенькие эксцентрические комедии, пользовавшиеся огромной популярностью. В разных странах его героя звали по-разному: в Италии — Кретинетти, в Испании — Санчо, в Латинской Америке — Торрибио, в Российской империи — Глупышкиным. У Дида появилось множество подражателей во всём мире, и их комедии тоже пользовались успехом. Так продолжалось до 1907 года, когда на экраны Франции вышла короткая комедия «Дебют фигуриста» с никому ещё не известным Максом Линдером.
В отличие от Дида, Линдер не кривлялся в своих фильмах, мимика его была тоньше, сдержаннее, образ отличался социальной и психологической определённостью. Его внешность совершенно не соответствовала жанру комедии. Линдер играл не смешного, а реального человека, попадавшего в курьёзные положения. Линдер сочинял шутки, исходя из созданного им образа, а не положения.
Немые комедии продолжали пользоваться большой популярностью у зрителей и после появления звука в 1930-х годах. Его распространение обогатило выразительный арсенал кинокомедий, к нему добавились шумовые эффекты и диалоги. В комедиях всё чаще стали сниматься актёры театра и мюзик-холла. Ещё одна черта 1930-х — это комедийные сериалы. Только Чарли Чаплину удалось продержаться дольше всех, в 1930-х годах в его фильмах появились звуковые эффекты, но ещё не было диалогов.

## Разновидности
- Абсурдная комедия представляет собой хаотичное действие или поток сознания, который часто высмеивает власти и общество[3]. Жанр восходит к эпохе немого кино.

- Сюрреалистическая комедия основывает свой юмор на преднамеренном нарушении причинных рассуждений, производящих событий и поведения, которые, очевидно, нелогичны.

- Буффонада — разновидность комедии, при которой юмор рождается из смешных, глупых, порой невозможных в реальности физических действий. Он полагается преимущественно на визуальное изображение событий и не требует звука, а потому идеально подходил для немого кино и был особенно распространён в ту эпоху в работах Чарли Чаплина, Бастера Китона, Гарольда Ллойда[5].
- Туалетная (грубая) комедия опирается на вульгарный, сексуальный или «туалетный» юмор. Они часто содержат здоровую дозу ненормативной лексики[6].

- Секс-комедия строит юмор на основе сексуальных ситуаций и желаний.

- Фарсовые комедии преувеличивают ситуации за пределами возможностей, тем самым делая их интересными[8].

- Комедия положений — классический вид комедии, основанный на том, что герои фильма попадают в курьёзные, смешные ситуации. Сюжет комедии положений, в отличие от комедии нравов, строится на случайных и непредвиденных стечениях обстоятельств.
- Комедия нравов — комедия, в которой источником юмора является внутренняя суть характеров и нравов высшего света, смешная и уродливая однобокость, гипертрофированная черта или страсть (порок, недостаток). Эта форма комедии имеет длинную родословную, которая восходит, по крайней мере, к комедии Уильяма Шекспира «Много шума из ничего».
- Ситуационная комедия (ситком) знакомит зрителя с персонажами (нередко представителями стандартных типажей) и помещает их в комические неловкие ситуации, чтобы создать юмористическое и ироничное сопоставление.

- Псевдодокументальная комедия подаёт вымышленную историю в документальном стиле, например, вставляя интервью и «документальные» кадры наравне с постановочными сценами.

- Комедия идей использует юмор для изучения серьёзных идей, таких как религия, секс или политика. Часто персонажи представляют собой особые различные мировоззрения и вынуждены взаимодействовать для комедийного эффекта и социальных комментариев.

- Музыкальная комедия как жанр кино уходит своими корнями в 1920-е годы, а мультфильм «Пароходик Вилли» (1928) был самым узнаваемым из этих ранних фильмов. Поджанр возродился с популярностью в 1970-х годах, когда такие фильмы, как «Багси Мэлоун» (1976) и «Бриолин» (1978), получили статус культовой классики.
- Пародия высмеивает другие жанры кино или известные фильмы. В таких фильмах используется сарказм, стереотипы, насмешки над сценами из других фильмов и очевидность смысла в действиях персонажа[12].

- Чёрная комедия — жанр с примесью цинизма, комический эффект которой состоит в насмешках над смертью, насилием, болезнями, физическими отклонениями или иными «мрачными», макабрическими темами, зачастую представляя собой пародию на фильмы ужасов.

- Обычная комедия не пытается применить конкретный подход к комедии, а, скорее, создаёт комедию ради комедии[4].

- Комедия наблюдений находит юмор в повседневной жизни.

В «Таксономии сценаристов» (2017) Эрик Р. Уильямс утверждает, что жанры кино в основном основаны на атмосфере, характере и сюжете фильма, и поэтому термины «драма» и «комедия» слишком широки, чтобы считаться жанром. Вместо этого его комедийная таксономия утверждает, что комедия — тип кино, который содержит по крайней мере дюжину различных подтипов.

## Гибридные поджанры
Согласно таксономии Уильямса, все описания фильмов должны содержать их тип (комедия или драма) в сочетании с одним (или несколькими) поджанрами. Эта комбинация не создаёт отдельного жанра, а, скорее, обеспечивает лучшее понимание фильма.
- Комедийный боевик сочетает в себе комедию и боевик. Жанр стал особенно популярен в Северной Америке в 1980-х, когда комики, такие как Эдди Мёрфи, начали играть более «боевые» роли в таких фильмах как «Сорок восемь часов» (1982) и «Полицейский из Беверли-Хиллз» (1984). Поджанры комедийного боевика (маркированные макрожанры Уильямса) включают в себя[16]:
  - Комедии о боевых искусствах стали популярны в Гонконге наряду с серьёзными боевиками, благодаря работе Джеки Чана, среди прочего, таких как фильм «Кто я?» (1998). «Кунг-фу панда» — это комедийный боевик, который фокусируется на боевом искусстве кунг-фу.
  - Пародии на супергеройские фильмы, такие как «Пипец», «Хэнкок», «Дэдпул».
- Бадди-муви — комедийные боевики или детективы о непохожих напарниках, чей контраст характеров создаёт комический эффект.
- Комедийный триллер — тип, сочетающий элементы юмора и саспенса.
- Комедийный детектив — жанр, сочетающий элементы комедии и детектив. Хотя жанр, возможно, достиг своего пика в 1930—1940-х годах, с тех пор постоянно выпускаются комедийные детективы[17].
- Криминальная комедия — смесь криминальных и комедийных фильмов.
- Фэнтезийная комедия использует магические, сверхъестественные или мифологические образы в комедийных целях. Некоторые фэнтезийные комедии включают в себя элемент сатиры или пародии, выворачивающей штампы фэнтези наизнанку.
- Комедия ужасов — жанр, в котором темы и приёмы, характерные для фильмов ужасов, рассматриваются с юмористическим подходом. В этих фильмах пародируются глупые и китчевые клише ужасов. Некоторые из них гораздо более тонкие и не пародируют ужасы, например, Американский оборотень в Лондоне. Другой стиль комедии ужасов также может полагаться на чрезмерное насилие и кровь, такие фильмы иногда известны как splatstick, сочетание слов splatter и slapstick.
- Повседневная комедия рассматривает небольшие события в жизни человека и преувеличивает его важность. «Мелочи в жизни» кажутся такими же важными для главного героя (и зрителей), как кульминационная битва в боевике или последняя перестрелка в вестерне[16]. Часто главные герои сталкиваются с многочисленными, пересекающимися проблемами в ходе фильма[16]. Повседневная комедия часто находит юмор в комментариях абсурдности или иронии повседневной жизни. Юмор персонажей также широко используется в повседневных комедиях.
- Романтическая комедия (ромком) — комедийные фильмы, в центре которых традиционные любовные истории (например, такие темы, как «любовь с первого взгляда», «любовь побеждает всех» или «для всякого найдётся половинка»); история обычно вращается вокруг влюбляющихся персонажей (позднее расстающихся и снова влюбляющихся)[18].
- Эксцентрическая комедия (screwball comedy, дословно — «сумасбродная комедия») — поджанр кинокомедии, для которого свойственно быстрое развёртывание действия в непредсказуемом и зачастую неправдоподобном направлении, сопровождаемое множеством сюжетных перипетий.
- Фантастическая комедия пародирует элементы традиционных фантастических фильмов, доводя их до абсурда.
- Спортивная комедия сочетает жанр комедии с жанром спортивного кино. Тематически история часто заключается в «нашей команде» против «их команды»; их команда всегда будет пытаться победить, и наша команда покажет миру, что они заслуживают признания или искупления; история не всегда должна включать команду[15]. История также может быть об отдельном спортсмене или история может быть сосредоточена на человеке, играющем в команде. Комедийный аспект этого жанра часто исходит от физического юмора, юмора характера или сопоставления плохих спортсменов, преуспевающих против шансов.
- Военная комедия — военные фильмы обычно рассказывают историю небольшой группы изолированных людей, которых один за другим убивают (буквально или метафорически) внешней силой до тех пор, пока не произойдет финальная борьба за смерть; идея главных героев, столкнувшихся со смертью, является центральным ожиданием в военном фильме[19]. Военные комедии придают этой идее противостоять смерти болезненное чувство юмора. В военном фильме, даже если враг может превзойти силу героя, мы предполагаем, что враг может быть побеждён, если только герой сможет понять, как[20]. Часто эта стратегическая чувствительность предоставляет юмористические возможности в военной комедии.
- Комедийный вестерн — действие часто происходит на юго-западе США или в Мексике, при этом большое количество сцен происходит снаружи, чтобы мы могли погрузиться в суровую красоту природы[15]. Висцеральные ожидания для зрителей включают в себя кулачные бои, перестрелку и сцены погони. Также ожидаются захватывающие панорамные изображения сельской местности, включая закаты, широкий открытый пейзаж и бесконечные пустыни и небо[16]. Комедийные вестерны часто находят свой юмор в конкретных персонажах, в межличностных отношениях или в создании пародии на вестерн.

Согласно итогам масштабного опроса кинопрофессионалов, проводимого раз в 10 лет британским изданием Sight & Sound, специалисты выше всего ставят комедийные фильмы «Генерал» (Бастер Китон), «Огни большого города» (Чаплин), «Поющие под дождём» (Стэнли Донен), «В джазе только девушки» (Билли Уайлдер) и «Время развлечений» (Жак Тати).